# Concours interne dans la fonction publique française
 (septembre 2009).
Un concours interne de recrutement de la fonction publique permet à des fonctionnaires[réf. nécessaire] de changer de corps, par opposition à un concours externe, dont les candidats ne sont en général pas encore fonctionnaires.

## Ouverture à tous les agents publics
Un concours interne est aussi ouvert à certaines personnes non-fonctionnaires sous certaines conditions, par exemple pour des vacataires ayant travaillé pendant une longue période pour un établissement public.
Avec les règles de non remplacement des départs en retraite, mais aussi depuis la crise économique mondiale des années 2008 et suivantes, la plupart des postes de fonctionnaires d'état sont ouverts uniquement sur concours interne, sans concours externe. Pour la fonction publique territoriale, chaque territoire mène sa propre politique via les centres de gestion départementaux.
Lorsque plusieurs types de concours sont ouverts pour les mêmes postes (chaque concours avec son quota de postes), alors qu'il est fait exprès que tous les types de concours pour un même poste aient lieu le même jour pour empêcher les candidatures multiples, les concours internes précèdent généralement d'un mois tous les autres concours (second interne, externes…), ce afin que les candidats puisse concourir une deuxième fois. Dans ce cas de figure le premier concours interne offrira par exemple 5 à 10 pour cent des postes offerts aux autres concours.
Des grandes écoles (Saint-Cyr, EIVP, ENTPE, ENA...) proposent des concours internes et favorisent ainsi l'ascension sociale de fonctionnaires n'ayant pas pu intégrer ces écoles auparavant.

### Dérogations
En 2014, après un an de service, l'adjoint de sécurité est autorisé à passer le concours interne de gardien de la paix, bien que tous les adjoints de sécurité soient externes (agents publics contractuels). De plus ils sont dispensés de condition de diplôme (le concours de catégorie B requiert le niveau baccalauréat).

## 2dconcours interne
La dénomination « 2d concours interne » désigne en France un concours ouvert aux agents publics contractuels (non fonctionnaires) mais déjà en poste au sein du ministère organisant le concours. Ainsi le 1er concours interne de professeur des écoles est ouvert à tous les fonctionnaires (par définition ils ont déjà passé un concours), alors que le 2d concours interne de professeur des écoles est ouvert à tous les contractuels en poste au sein du ministère de l'éducation nationale. Le 3e concours est un concours externe.

## CAER
Pour les articles homonymes, voir CAER.
Il existe un concours interne pour l'enseignement privé, qui s'adresse principalement aux professeurs contractuels, mais aussi aux documentalistes et éducateurs. Les autres agents contractuels (du public) peuvent bien sûr s'inscrire à ce concours. Comme les lauréats ne seront pas fonctionnaires, il fut préféré à l’appellation « interne » l'euphémisme : « concours d'accès à l'échelle de rémunération (CAER) ».

## Concours professionnel
En France, « Concours professionnel » est une dénomination regroupant l'ensemble des examens professionnels permettant à un fonctionnaire de monter en grade.

## Concours réservé
En France, « Concours réservé » est une dénomination pour un concours ouvert aux seuls contractuels (dont vacataires) de la fonction publique. Il arrive que, de plus, les candidats soient dispensés de condition de diplôme. Un tel concours permet la déprécarisation d'agents contractuels.